# Astronesthinae
Astronesthinae (Günther, 1864) è una sottofamiglia di pesci ossei marini appartenenti alla famiglia Stomiidae.

## Tassonomia
La sottofamiglia conta 6 generi:
- Astronesthes
- Borostomias
- Eupogonesthes
- Heterophotus
- Neonesthes
- Rhadinesthes